# Trial & Error (seriál)
Trial & Error je americký televizní sitcom, jehož tvůrci jsou Jeff Astrof a Matt Miller. Úvodní díl měl premiéru na televizní stanici NBC dne 14. března 2017. Hlavní role hrají Nicholas D'Agosto, Jayma Mays, Steven Boyer, Krysta Rodriguez, Sherri Shepherd a John Lithgow. Dne 20. května 2017 stanice objednala druhou řadu, která bude mít deset dílů. Ta měla premiéru dne 19. července 2018. Seriál byl zrušen dne 16. ledna 2019.

## Obsazení

### Hlavní role
- Nicholas D'Agosto jako Josh Segal, právník
- Jayma Mays jako Carol Anne Keane, právnička
- Steven Boyer jako Dwayne Reed, vyšetřovatel
- Krysta Rodriguez jako Summer Henderson, dcera Larryho  (1. řada)
- Sherri Shepherd jako Anne Flatch, Joshova asistentka
- John Lithgow jako Larry Henderson, profesor podezřelý z vraždy své ženy (1. řada)
- Amanda Payton jako Nina Rudolph, moderátorka rádiové show (2. řada)
- Kristin Chenoweth jako Lavinia Peck-Foster (2. řada)

### Vedlejší role
- Bob Gunton jako Jeremiah Jefferson Davis, obchodník s tabákem, Margaretin bratr
- Cristine Rose jako Josie Jefferson Davis, manželka Jeremiaha
- Angel Parker jako Heidi Baker, novinářka místní televize
- Dave Allen jako Dave
- Kevin Daniels jako Alfonzo Profontaine, Larryho trenér
- Patricia Belcher jako E. Horsedich, soudkyně
- Kevin Durand jako Rutger Hiss, policista
- Julie Hagerty jako Madame Rhonda, členka poroty
- Michael Hitchcock jako Jesse Ray Beaumont (2. řada)
- Joel McCrary jako soudce Alexander Kamiltow (2. řada)
- Shannon Chan-Kent jako Clem Tuckett (2. řada)
- Serge Houde jako Milton (2. řada)
- Jaleel White jako Atticus Ditto, Jr. (2. řada)
- Andy Thompson jako Dr. Rock n' Law (2. řada)

### Hostující role
- Andrew Daly jako Thom Hinkle
- Marla Gibbs jako paní Krattová
- Fred Melamed jako Howard Mankiewicz
- Andie MacDowell jako Margaret Henderson
- Adam Campbell jako Dr. Shinewelll

## Seznam dílů

### První řada (2017)
| Č. v seriálu | Č. v řadě | Původní název                                | Režie            | Scénář                                      | Premiéra v USA  | Sledovanost v USA (v milionech diváků) |
| ------------ | --------- | -------------------------------------------- | ---------------- | ------------------------------------------- | --------------- | -------------------------------------- |
| 1            | 1         | Pilot Chapter 1: A Big Crime in a Small Town | Jeffrey Blitz    | Jeff Astrof a Matt Miller                   | 14. března 2017 | 5,92                                   |
| 2            | 2         | Chapter 2: A Wrench in the Case              | Jeffrey Blitz    | Jeff Astrof                                 | 14. března 2017 | 4,58                                   |
| 3            | 3         | Chapter 3: The Other Man                     | Jeffrey Blitz    | Bill Callahan                               | 21. března 2017 | 5,29                                   |
| 4            | 4         | Chapter 4: An Unwelcome Distraction          | Jennifer Celotta | Bill Martin a Mike Schiff                   | 21. března 2017 | 4,25                                   |
| 5            | 5         | Chapter 5: Right-Hand Man                    | Jeffrey Blitz    | Craig Gerard a Matthew Zinman               | 28. března 2017 | 4,25                                   |
| 6            | 6         | Chapter 6: Secrets & Lies                    | Ken Whittingham  | Sherry Bilsing-Graham a Ellen Kreamer       | 28. března 2017 | 3,23                                   |
| 7            | 7         | Chapter 7: The Case Gets Big                 | Dean Holland     | Amy Aniobi                                  | 4. dubna 2017   | 3,76                                   |
| 8            | 8         | Chapter 8: A Change in Defense               | Matt Sohn        | Kassia Miller, Patrick Kang a Michael Levin | 4. dubna 2017   | 3,01                                   |
| 9            | 9         | Chapter 9: Opening Statements                | Rebecca Asher    | Bill Callahan                               | 11. dubna 2017  | 3,64                                   |
| 10           | 10        | Chapter 10: A Hostile Jury                   | Matt Sohn        | Bill Martin a Mike Schiff                   | 11. dubna 2017  | 2,88                                   |
| 11           | 11        | Chapter 11: Unusual Suspect                  | Ryan Case        | Craig Gerard a Matthew Zinman               | 13. dubna 2017  | 2,67                                   |
| 12           | 12        | Chapter 12: The Defense Rests                | Matt Sohn        | Jeff Astrof a Bill Callahan                 | 18. dubna 2017  | 3,79                                   |
| 13           | 13        | Chapter 13: The Verdict                      | Jeffrey Blitz    | Jeff Astrof                                 | 18. dubna 2017  | 3,01                                   |

### Druhá řada:Lady, Killer(2018)
| Č. v seriálu | Č. v řadě | Původní název                   | Režie         | Scénář                        | Premiéra v USA    | Sledovanost v USA (v milionech diváků) |
| ------------ | --------- | ------------------------------- | ------------- | ----------------------------- | ----------------- | -------------------------------------- |
| 14           | 1         | Chapter 1: The Suticase         | Jeffrey Blitz | Jeff Astrof                   | 19. července 2018 | 3,21                                   |
| 15           | 2         | Chapter 2: The Timeline         | Jeffrey Blitz | Craig Gerard a Matthew Zinman | 19. července 2018 | 2,66                                   |
| 16           | 3         | Chapter 3: The Murder Clock     | Jeffrey Blitz | Liz Astrof                    | 26. července 2018 | 2,12                                   |
| 17           | 4         | Chapter 4: A Hole in the Case   | Yana Gorskaya | David Booth                   | 26. července 2018 | 1,76                                   |
| 18           | 5         | Chapter 5: A Change in the Team | Jeffrey Blitz | Patrick Kang a Michael Levin  | 9. srpna 2018     | 1,91                                   |
| 19           | 6         | Chapter 6: New Case, Old Murder | Jeffrey Blitz | Melanie Boysaw a Nora Nolan   | 9. srpna 2018     | 1,37                                   |
| 20           | 7         | Chapter 7: A Family Affair      | Matt Sohn     | Craig Gerard a Matthew Zinman | 16. srpna 2018    | 2,16                                   |
| 21           | 8         | Chapter 8: Bad Instincts        | Matt Sohn     | David Booth                   | 16. srpna 2018    | 1,73                                   |
| 22           | 9         | Chapter 9: A Big Break          | Jeffrey Blitz | Jeff Astrof                   | 23. srpna 2018    | 1,99                                   |
| 23           | 10        | Chapter 10: Barcelona           | Jeffrey Blitz | Jeff Astrof                   | 23. srpna 2018    | 1,62                                   |